# 伊号第十八潜水艦
| 佐世保沖で公試中の伊18 |                                                                                          |
| 艦歴                   |                                                                                          |
| 計画                   | 第三次海軍軍備補充計画（③計画）                                                          |
| 起工                   | 1937年8月25日                                                                            |
| 進水                   | 1938年11月12日                                                                           |
| 就役                   | 1941年1月31日                                                                            |
| その後                 | 1943年2月11日戦没                                                                        |
| 除籍                   | 1943年4月1日                                                                             |
| 性能諸元               |                                                                                          |
| 排水量                 | 基準：2,184トン 常備：2,554トン 水中：3,561トン                                          |
| 全長                   | 109.3m                                                                                   |
| 全幅                   | 9.10m                                                                                    |
| 吃水                   | 5.34m                                                                                    |
| 機関                   | 艦本式2号10型ディーゼル2基2軸 水上：14,000馬力 水中：2,000馬力                           |
| 速力                   | 水上：23.6kt 水中：8.0kt                                                                 |
| 航続距離               | 水上：16ktで14,000海里 水中：3ktで60海里                                                 |
| 燃料                   | 重油                                                                                     |
| 乗員                   | 95名                                                                                     |
| 兵装                   | 40口径14cm単装砲1門 25mm機銃連装1基2挺 53cm魚雷発射管 艦首8門 九五式魚雷20本 22号電探1基 |
| 航空機                 | なし                                                                                     |
| 備考                   | 安全潜航深度：100m                                                                       |

伊号第十八潜水艦（いごうだいじゅうはちせんすいかん、旧字体：伊號第十八潜水艦）は、大日本帝国海軍伊十六型潜水艦の二番艦。

## 艦歴
1937年（昭和12年）の第三次海軍補充計画（③計画）で建造が計画され、1937年8月25日に佐世保海軍工廠で起工。1938年（昭和13年）9月20日、本艦と他の各艦（親潮、夏潮、初風、伊20、伊22、第11号掃海艇、第12号掃海艇）は、それぞれ艦艇類別等級表に登録。1938年11月12日に進水。1941年（昭和16年）1月31日に竣工して横須賀鎮守府籍となり、伊20と共に第六艦隊第1潜水戦隊第2潜水隊を編成。これは、波9型からなる先代の第2潜水隊が、所属艦の除籍により1929年（昭和4年）4月1日に解隊されて以来、5代目となる。
太平洋戦争開戦時には第六艦隊第1潜水戦隊第2潜水隊に所属。11月18日、伊18は呉を出港し、倉橋島亀ヶ首に移動。同地で特殊潜航艇甲標的を搭載し、真珠湾攻撃に参加するため19日0215に出港。12月6日2145、真珠湾口150°、12.6浬地点付近で、古野繁実中尉、横山薫範一等兵曹を乗せた甲標的を発進させる。搭載艇は真珠湾沖1浬地点付近で米軍のPBY カタリナに発見されて爆雷攻撃を受けたため損傷し、ケエヒラグーン付近で自沈処理がされた。搭乗員は脱出したが、その後行方不明となった。16日、ジョンストン島へ砲撃のために向かうが、目標の視認に失敗。22日、クェゼリンに到着。
1942年（昭和17年）1月4日、クェゼリンを出港し、ハワイ周辺海域に進出。9日0630、ハワイ西方550浬地点付近にて、米空母レキシントンを基幹とする第11任務部隊（司令官：ウィルソン・ブラウン中将）を発見。翌10日、ジョンストン島北東130浬地点付近で、西へ向け飛行中のSBD ドーントレス2機を発見。24日、ミッドウェー島に進出して潜望鏡で偵察。翌25日に浮上して砲撃準備中、ミッドウェー島からの砲撃を受けて潜航して退避する。2月1日、第1潜水隊の伊15、伊17と入れ替わる形で、伊20と共に第1潜水隊に編入。
3日、伊18は横須賀に到着。3月10日、第1潜水隊は第8潜水戦隊に編入。
16日、伊18は横須賀を出港し、呉に移動する。4月16日、第1潜水隊の僚艦、伊10、伊30と共に甲先遣隊を編成し、呉を出港。18日、ドーリットル空襲を受け、小笠原諸島北方沖にいる米機動部隊の迎撃のために北東へ向かったが、空振りに終わった。27日、ペナンに到着し、水上機母艦日進により運ばれてきた甲標的を搭載。30日、伊30を除いた部隊は特設巡洋艦報国丸（大阪商船、10,438トン）、愛国丸（大阪商船、10,437トン）と共にペナンを出港。5月5日、10日、15日に報国丸、愛国丸から給油を受けた後、2隻と別れた。17日、波浪により浸水し、左舷ディーゼル機関が故障。このため、甲標的の発進地点への到着が遅れ、30日のディエゴ・スアレス攻撃には参加できなかった。その後、インド洋で通商破壊を行う。6月8日0230、南緯20度20分 東経36度47分 / 南緯20.333度 東経36.783度のモザンビーク海峡でノルウェー貨物船ウィルフォルド（Wilford、2,158トン）を砲撃により撃沈。9日、英客船エリシア（Elysia、6,757トン）を雷撃により撃沈。同日、搭載甲標的を投棄。17日、報国丸、愛国丸との会合点に到着し、燃料と食糧の補給を受けた。7月1日、南緯25度12分 東経35度56分 / 南緯25.200度 東経35.933度のモザンビーク海峡で蘭貨物船デ・ヴェールト（De Weert、1,805トン）を砲撃。デ・ヴェールトは2日後に沈没した。2日、英貨客船テミス（Themis、7,406トン）を雷撃するも、魚雷は早爆してしまう。テミスは潜望鏡めがけて銃撃するも、命中することはなかった。6日、南緯28度35分 東経32度20分 / 南緯28.583度 東経32.333度の南アフリカ南方のインド洋で、英貨客船ムンダラ（Mundra、7,341トン）を砲雷撃により撃沈した。20日、ロドリゲス島を偵察。31日、ディエゴガルシア島を偵察。8月2日、ペナン付近で英潜に雷撃を受けるも、被害はなかった。同日、ペナンに寄港し、23日に横須賀に到着して整備を受ける。
その後、伊18は呉に移動。12月17日に呉を出港し、トラック経由でショートランドへ移動。その後輸送物資を乗せてショートランドを出港。1943年（昭和18年）1月3日未明、南緯08度49分 東経157度09分 / 南緯8.817度 東経157.150度のニューブリテン島南方沖で、輸送任務のためにガダルカナル島へ向け浮上航走中、米潜グレイバック(USS Grayback, SS-208)に発見され、雷撃を受けたものの被害はなく、潜航して離脱した。5日、ガダルカナル島エスペランス岬沖に到着し、ドラム缶に詰めた輸送物資15トンを揚陸してショートランドへ向かった。後、再び輸送物資を乗せて出港し、11日には再びエスペランス岬沖に到着。ドラム缶に詰めた輸送物資25トンを揚陸してトラックへ向かった。22日、トラックを出港。26日、エスペランス岬沖に到着し、特型運貨筒に積んだ輸送物資18トンを揚陸する。揚陸を終えた後、偵察のためガダルカナル島南方へ進出する。2月11日、サンクリストバル島南方沖の珊瑚海で、戦艦、巡洋艦各3、空母1、駆逐艦多数で編成された米艦隊を発見。これより攻撃に移る、との連絡を最後に消息不明。
アメリカ側記録では、同日にニューカレドニア島ヌーメアに帰投中のアメリカ海軍第67任務部隊（司令官：カールトン・ H・ライト少将）所属の軽巡洋艦ヘレナ(USS Helena, CL-50)から発進し哨戒中のキングフィッシャーが、艦隊から約17kmほど離れた海域で潜航する潜水艦を発見。哨戒機は発煙筒を投下して、近くにいた米駆逐艦フレッチャー(USS Fletcher, DD-445)を攻撃に向かわせる。フレッチャーは船首から約2700m離れた位置で潜航中の潜水艦をソナー探知。1527、フレッチャーは1回目の爆雷攻撃を行う。この結果、1539に重油と空気の泡が浮かび上がるのを確認し、4分後には大きな水中爆発音1回を聴取。フレッチャーは浮かび上がった重油の中心部をめがけて爆雷3発を投下。この結果、1546にコルク片と木片、歯車、その他潜水艦のものと思われる物体が浮かび上がり、長い重油の帯ができた。これが伊18の最期の瞬間であり、第1潜水隊司令太田信之輔大佐、艦長の村岡富一中佐以下乗員102名全員戦死。沈没地点はサンクリストバル島南方200浬地点付近、南緯14度15分 東経161度53分 / 南緯14.250度 東経161.883度。
同日、ソロモン諸島方面で亡失と認定され、4月1日に除籍された。
撃沈総数は4隻で、撃沈トン数は18,061トンである。

## 歴代艦長
※『艦長たちの軍艦史』417頁による。

### 艤装員長
- 畑中純彦 中佐：1940年7月1日 - 1941年1月31日[5]

### 艦長
- 畑中純彦 中佐：1941年1月31日 - 1941年8月25日[6]
- 大谷清教 中佐：1941年8月25日 -
- 村岡富一 中佐：1942年12月1日 - 1943年2月11日戦死